# Arthur Berry
Arthur Berry (Liverpool, 3 de janeiro de 1888 - 15 de março de 1953) foi um futebolista inglês que competiu nos Jogos Olímpicos de 1908 e 1912, sendo bicampeão olimpico.
Pela Seleção Britânica conquistou a medalha de ouro em 1908 e 1912. Por clubes, jogou por: Wrexham, Liverpool, Fulham, Everton, Northern Nomads e Oxford City.